# Panônios

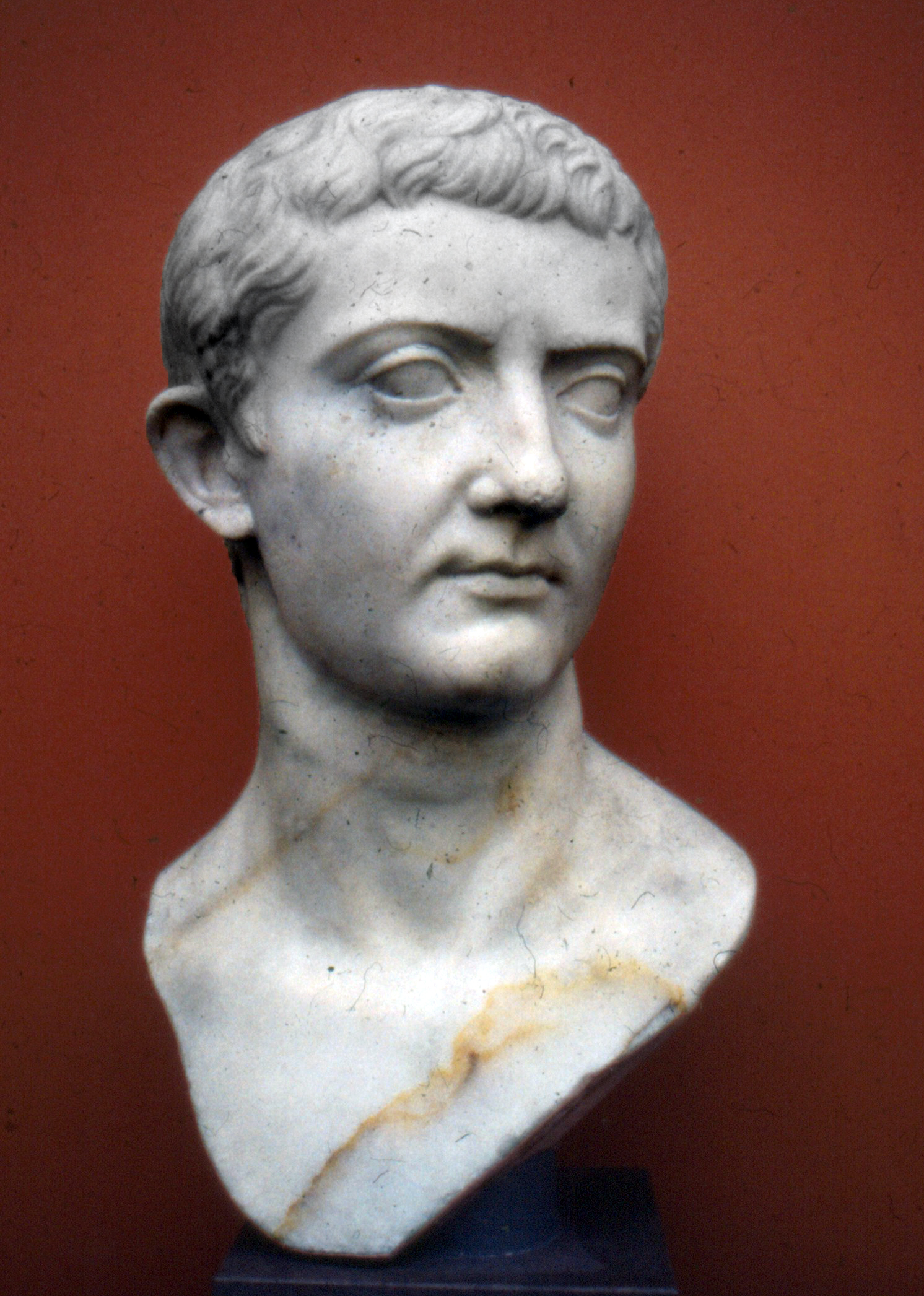
Busto de Tibério, Gliptoteca Ny Carlsberg

Panônios ou Panónios (em latim: Pannonii; em grego: Παννόνιοι; romaniz.: Pannónioi) foi o nome comum de um grupo de tribos culturalmente similares cognatas aos ilírios, que habitaram a porção sul do que mais tarde foi conhecida como província romana da Panônia, ao sul do rio Drava, e ao norte da futura província da Dalmácia. Mais tarde, algumas destas tribos se assentaram na Dácia.
A arqueologia e onomástica mostra que eles foram culturalmente diferentes dos ilírios do sul, os jápidos, uma vez que empregara muitos elementos dos matizes celtas de La Tène para construírem sua identidade. Muitos dos panônios viveram em áreas com ricos depósitos de ferro, de modo que a mineração e produção de ferro foram importantes componentes da economia deles antes e depois da conquista romana. Além de Segéstica, os panônios não possuíam assentamentos de importância nos tempos pré-romanos que não fossem, na verdade, célticos. Fontes antigas (Estrabão, Plínio, o Velho, Apiano de Alexandria) mencionam algumas das tribos panônias, e historiadores e arqueológicos conseguiram localizar algumas delas. Estas tribos foram: breucos (breuci), andizetes, diciões (ditiones), pirustas (pirustae), mézeos (maezaei) e desitiatas (daesitiates).
Os panônios não foram definitivamente subjugados dentro da província de Ilírico até a Grande Revolta Ilíria, que começou no ano 6, quando os panônios, junto com os dalmácios e outras tribos ilírias, ergueram-se em revolta. O Império Romano realizou uma campanha de três anos liderada por Germânico e o futuro imperador Tibério (r. 14–37) no ano 9, que derrotou os revoltosos. Neste momento, a província da Ilíria foi dissolvida, e suas terras foram divididas entre as novas províncias da Panônia ao norte e Dalmácia ao sul.